# Cygnus OB2 12
Cygnus OB2 12 és una de les estrelles més lluminoses conegudes. Aquesta estrella hipergegant blava situada a la constel·lació del Cigne, considerada per alguns autors com una estrella variable blau lluminosa (LBV), a una distància de 1700 parsecs té una magnitud absoluta visual de -10,6 i una magnitud bolomètrica de -12,2, cosa que equival a una lluminositat de 6 milions de vegades la del Sol.
L'estudi d'aquesta estrella és difícil per la forta pèrdua de brillantor que pateix a causa del material expulsat en diverses erupcions i a la presència de pols interestel·lar entre ella i nosaltres, en cas de no existir, seria probablement la més brillant de la constel·lació
Aquesta estrella pertany a la jove i massiva associació estel·lar Cygnus OB2, que és considerada per alguns autors un cúmul globular jove.